# Gammelborg (Møn)
 For alternative betydninger, se Gammelborg. (Se også artikler, som begynder med Gammelborg)
Gammelborg (eller Gammelborgvold) var et voldsted beliggende i Keldby Sogn på Møn, ved den østre spids af Stege Nor.
Voldstedet er udgravet i en ås, der har strakt sig langs norets, nu indtørrede, inderste del. Borgpladsen har været omgivet af fire sider og en grav. Kun én side kan genfindes; de øvrige er bortgravet til grus. Der er fundet mursten fra middelalderen.